# Calle 13 (gruppo musicale)
I Calle 13 sono un gruppo musicale portoricano di musica hip hop e latin rap, composto dai fratellastri René Pérez Joglar, detto "Residente" (cantante e compositore) e Eduardo José Cabra Martínez detto "Visitante" (multistrumentista), a cui in alcune occasioni si unisce anche loro sorella Ileana, detta PG-13 ed in una occasione l'attrice Flor Joglar de Gracia, madre di Residente. Il nome del gruppo deriva dal nome della strada di Trujillo Alto in cui viveva la loro famiglia. Nel corso della loro carriera il gruppo ha vinto ventotto Latin Grammy Award e tre Grammy Award.

## Carriera

### Querido F.B.I.

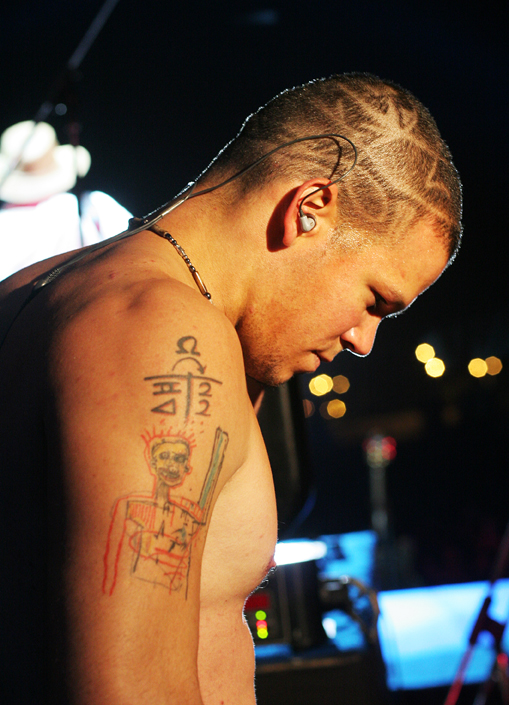
Residente

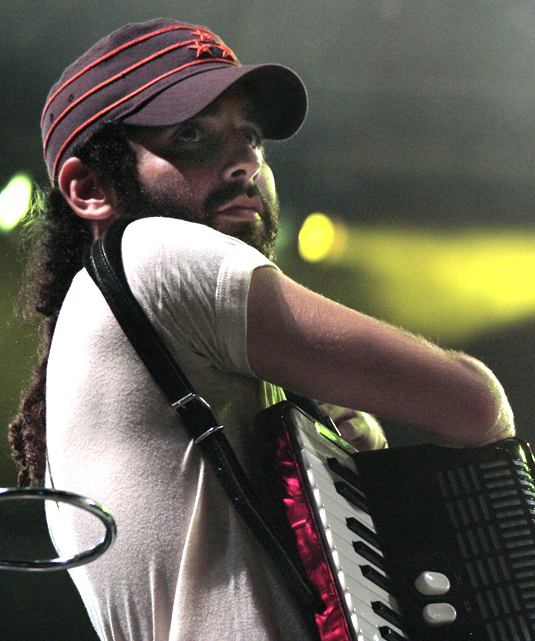
Visitante

Il duo inizia la propria carriera musicale grazie ad un demo spedito alla White Lion Records, che offrì loro un contratto discografico. Nel 2005, mentre era in fase di realizzazione il loro primo album, i Calle 13 pubblicarono con il benestare della White Lion ed attraverso internet, il brano Querido F.B.I., in cui si schieravano contro le autorità, colpevoli dell'uccisione di Filiberto Ojeda Ríos, leader del movimento rivoluzionario portoricano. La vena polemica del brano attirò immediatamente l'attenzione dei media nazionali, donando ai Calle 13 una inaspettata notorietà, anche grazie al fatto che il testo fu pubblicato sul quotidiano Primera Hora.
A breve distanza da Querido F.B.I., la White Lion Records pubblica i primi singoli del duo: Se Vale Tó-Tó (il cui video viene diretto da Residente) ed Atrevete-te-te!, entrambe in seguito inserite nell'album Calle 13. Entrambi i singoli ottengono una buona accoglienza di pubblico e critica, ed i Calle 13 collaborano con importanti artisti portoricani come Voltio ed il gruppo rap statunitense Three 6 Mafia. Alla fine del 2005 viene finalmente pubblicato il loro primo album, da cui verranno estratti altri due singoli (Japón e Suave), e che precede il loro primo concerto a San Juan, ed un tour che li porta in Guatemala, Cile, Honduras e Colombia. A dicembre 2005, persino Aníbal Acevedo Vilá, governatore del Commonwealth di Porto Rico, si dichiara ammiratore dei Calle 13 ed invita il duo a scrivere un brano per sensibilizzare la popolazione a non usare armi da fuoco per festeggiare durante le festività natalizie. I Calle 13 quindi pubblicano Ley De Gravedad come parte di una più ampia campagna sociale governativa.

### Il successo internazionale

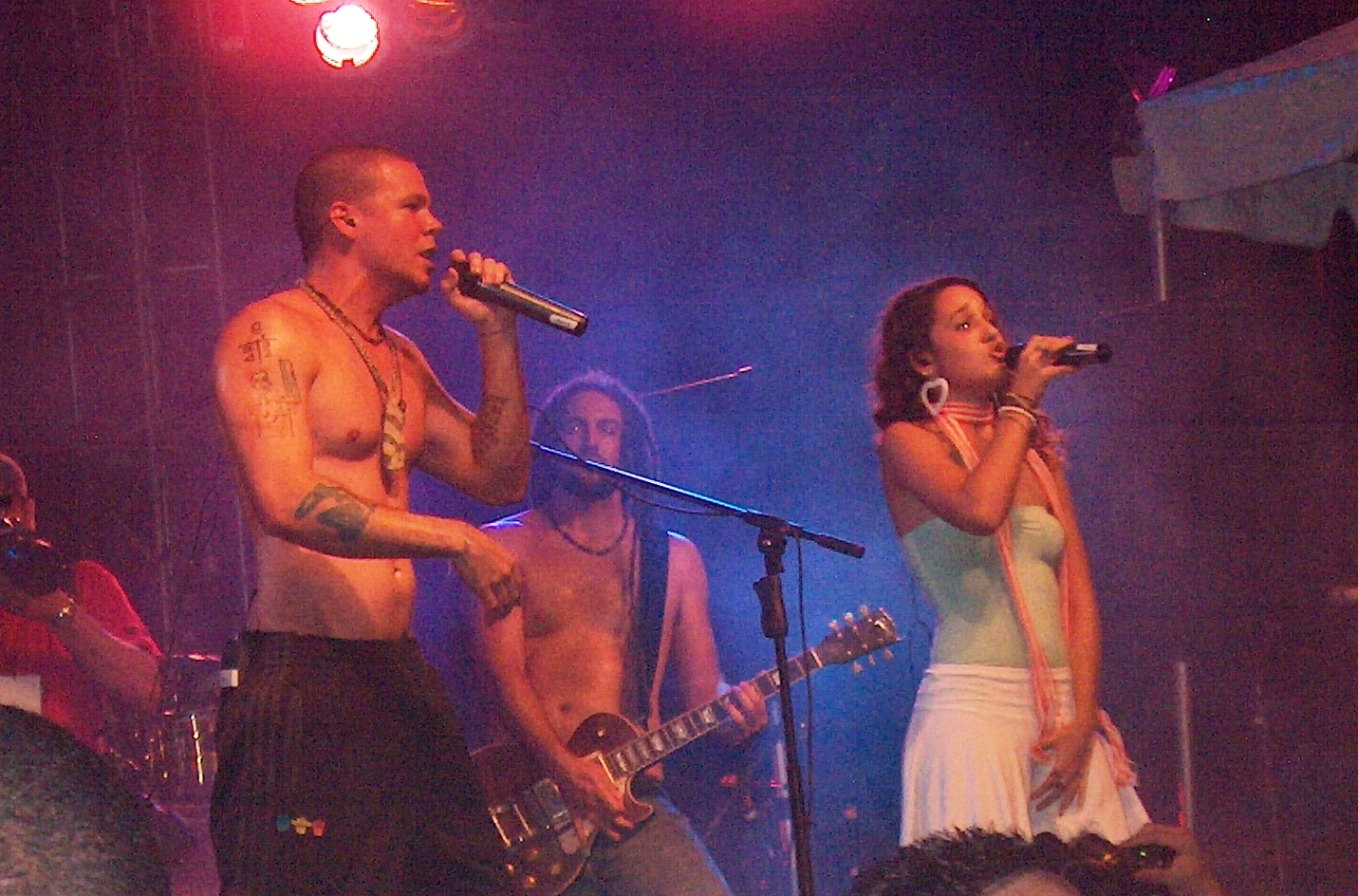
Residente e PG-13 durante un concerto a San Juan il 24 aprile 2008.

Dal 2006, come risultato del successo nazionale, i Calle 13 vengono invitati a collaborare con artisti internazionali come Nelly Furtado e Alejandro Sanz. Il 2 novembre dello stesso anno il gruppo vince tre Latin Grammy Award (Miglior nuovo artista, Miglior album urban e Miglior video per Atrévete-te-te.) Il brano Atrévete-te-te viene inserito nella colonna sonora del videogioco Grand Theft Auto IV, mentre Pérez compare nel film Old Dogs. Il 24 aprile 2007 viene pubblicato il loro secondo album Residente o visitante, che a novembre fa guadagnare loro altri due Latin Grammy. Un secondo tour porta il duo nuovamente in vari paesi dell'America Latina, e per la prima volta negli Stati Uniti, grazie ad una tappa a New Orleans il 27 aprile 2008.
Il 9 ottobre 2008, i Calle 13 hanno preso parte all'MTV Tr3s Pass Tour. la manifestazione precede l'uscita del terzo album dei Calle 13 Los de atrás vienen conmigo, pubblicato il 21 ottobre, da cui vengono estratti quattro singoli: Que Lloren, Electro Movimiento, Fiesta de Locos e No Hay Nadie Como Tú, quest'ultimo featuring Café Tacuba. L'11 agosto 2009, il duo viene invitato in Ecuador dal governo di Rafael Correa, come ospiti per le celebrazioni della guerra di indipendenza ecuadoriana. Durante la performance dei Calle 13, Residente dichiara al pubblico che vorrebbe che Porto Rico fosse un paese indipendente come l'Ecuador. Nel 2009 per il gruppo arrivano altri cinque Latin Grammy Award: "Miglior album", "Miglior album urban", "Disco dell'anno", "Miglior canzone alternativa" per No Hay Nadie Como Tú e "Miglior video" per La Perla.
Il 23 marzo 2010, il gruppo si è esibito per la prima volta in un concerto a Cuba, presso il José Martí Anti-Imperialist Plaza, davanti ad una folla stimata fra le 200.000 e le 500.000 persone. Durante questo evento, i Calle 13 hanno ricevuto il premio Cubadisco, da parte dell'Instituto Cubano de la Música.

## Componenti
- René Pérez Joglar detto Residente (nato a Hato Rey il 23 febbraio 1978)
- Eduardo José Cabra Martínez detto Visitante (nato a Santurce il 10 settembre 1978)

## Discografia
- 2005: Calle 13
- 2007: Residente o visitante
- 2008: Los de atrás vienen conmigo
- 2010: Entren los que quieran
- 2014: Multi viral